# Alexander P. Hansen
Alexander P. Hansen (* 11. Dezember 1958 in Jülich) ist ein deutscher Biologe und Wissenschaftsmanager.

## Leben
Hansen studierte von 1980 bis 1982 an der Washington State University (USA) und erwarb dort einen Master of Science in Umweltwissenschaften. Von 1977 bis 1980 und 1982 bis 1983 studierte er in Bonn an der Rheinischen Friedrich-Wilhelms-Universität und schloss sein Studium mit einem Diplom in Geographie ab. Er promovierte 1987 zum Doctor of Philosophy (PhD) in Biologie an der University of Western Australia (Australien). Von 1987 bis 1993 war er wissenschaftlicher Assistent an der Australian National University (Australien), der Murdoch University (Australien) sowie der Universität Hohenheim im Institut für Pflanzenernährung. Als Stipendiat der Alexander von Humboldt-Stiftung forschte er in den Jahren 1989 und 1990 am National Agriculture Research Center in Tsukuba Science City in Japan. Von 1993 bis 2002 verfolgte er eine Laufbahn als Wissenschaftsmanager bei der Alexander von Humboldt-Stiftung und der Deutschen Forschungsgemeinschaft. 2002 wurde er als Berater des indonesischen Forschungsministers Hatta Rajasa und dessen Nachfolger Dr. Kusmayanto Kadiman an das State Ministry for Research and Technology (RISTEK) in Jakarta (Indonesien) berufen. In dieser Zeit koordinierte er u. a. im Auftrag des Bundesministeriums für Bildung und Forschung (BMBF) den Aufbau des Tsunami-Frühwarnsystems (GITEWS) in Indonesien. Es folgten in den Jahren 2010 bis 2013 Beratertätigkeiten in Paris für die UNESCO assoziierte Organisationen ICSU und ISSC. Im Auftrag des Auswärtigen Amtes leitete Hansen von 2013 bis 2016 das Deutsche Wissenschafts- und Innovationshaus (DWIH) in Neu-Delhi. In seinem Fokus standen dabei die Verzahnung von Firmen und Universitäten im Bereich Forschung und Innovation mit Blick auf deutsche, indische und internationale Märkte. Seit 2017 arbeitet er als Berater, Herausgeber und Autor im Bereich der internationalen Hochschulentwicklung.

## Forschung und Lehre
Pflanzenphysiologische Forschungsthemen bilden den Schwerpunkt seiner Arbeiten. Insbesondere erwarb er Expertise im Bereich der biologischen Stickstoff-Fixierung bei Leguminosen/Rhizobien-Symbiosen von Sojabohnen (Glycine max), Gartenbohnen (Phaseolus vulgaris), Erdnüssen (Arachis hypogaea) und verschiedensten Strauch-Leguminosen, wie Acacia pulchella, Acacia alata oder Acacia extensa. Er verfasste Zeitschriftenartikel zu diesen Themen. Darüber hinaus veröffentlichte Hansen Übersichtsartikel in Form von Buchbeiträgen. Er ist Herausgeber und Autor von internationalen Büchern und Rezensionen, u. a. zur Entwicklung des internationalen Hochschulsektors sowie zu wissenschaftspolitischen Themen.
Neben seinen Forschungstätigkeiten lehrte Hansen an der University of Western Australia, der Australian National University, der Murdoch University, der Universität Hohenheim und später im Rahmen seiner Professur an der Amity University in Noida (Indien).

## Auszeichnungen
Alexander von Humboldt-Stipendium 1989

## Publikationen
- B. J. Carroll, A. P. Hansen, D. L. McNeil und P. M. Gresshoff: The effect of oxygen supply on nitrogenase activity of nitrate and dark-stressed soybean (Glycine max [L.] Merr.) plants. In: Australian Journal of Plant Physiology. Band 14, 1987, S. 679–687
- A. P. Hansen und J. S. Pate: Evaluation of the 15N natural abundance method and xylem sap analysis for assessing N2-fixation of understorey legumes in jarrah (Eucalyptus marginata Donn ex Sm.) forest in S. W. Australia. In: Journal of Experimental Botany. Band 38, 1987, S. 1446–1458
- A. P. Hansen und J. S. Pate: Comparative growth and symbiotic performance of seedlings of Acacia spp. in defined pot culture or as natural understorey components of a eucalypt forest ecosystem in S.W. Australia. In: Journal of Experimental Botany. Band 38, 1987, S. 13–25
- A. P. Hansen, G. Stoneman und D. T. Bell: Potential inputs of nitrogen by seeder legumes to the jarrah forest ecosystem. In: Australian Forestry. Band 51, 1988, S. 226–231
- A. J. Webb und A. P. Hansen: Histological changes of the peanut (Arachis hypogaea L.) gynophore and fruit surface during development, and its potential significance for nutrient uptake. In: Annals of Botany. Band 64, 1989, S. 351–357
- A. P. Hansen, M. B. Peoples, P. H. Brown, B. J. Carroll und P. M. Gresshoff: Nitrogen partitioning during early development of supernodulating soybean (Glycine max [L.] Merrill) mutants and their wild-type parent. In: Journal of Experimental Botany. Band 41, 1990, S. 1239–1244
- A. P. Hansen, P. M. Gresshoff, J. S. Pate und D. A. Day: Interactions between irradiance levels, nodulation and nitrogenase activity of soybean cv. Bragg and a supernodulating mutant. In: Journal of Plant Physiology. Band 136, 1990, S. 172–179
- S. Akao, P. B. Francisco Jr., H. Hamaguchi, M. Kokubun, H. Kouchi, T. Yoneyama und A. P. Hansen: The characteristics of a supernodulating mutant isolated from soybean cultivar Enrei by the ethyl methane sulfonate (EMS) treatment. In: Gamma Field Symposia. Band 31, 1992, S. 105–126
- A. P. Hansen, T. Yoneyama und H. Kouchi: Short term nitrate effects on hydroponically grown soybean cv. Bragg and its supernodulating mutant. I Carbon, nitrogen and mineral element distribution, respiration and the effect of nitrate on nitrogenase activity. In: Journal of Experimental Botany. Band 43, 1992, S. 1–7
- A. P. Hansen, T. Yoneyama und H. Kouchi: Short term nitrate effects on hydroponically grown soybean cv. Bragg and its supernodulating mutant. II Distribution and respiration of recently fixed 13C-labelled photosynthate. In: Journal of Experimental Botany. Band 43, 1992, S. 9–14
- A. P. Hansen, T. Yoneyama, H. Kouchi und K. Hiraoka: Respiration and nitrogen fixation of hydroponically cultured Phaseolus vulgaris L. OAC Rico and a supernodulating mutant. II. Respiration and distribution of recently fixed 13C-labelled photosynthate and the effect of sink removal on carbon partitioning. In: Planta. Band 189, 1993, S. 546–556
- A. P. Hansen, T. Yoneyama, H. Kouchi und P. Martin: Respiration and nitrogen fixation of hydroponically cultured Phaseolus vulgaris L. OAC Rico and a supernodulating mutant. I. Growth, mineral composition and effect of sink removal. In: Planta. Band 189, 1993, S. 538–545
- A. P. Hansen, B. Rerkasem, S. Lordkaew und P. Martin: Xylem-solute technique to measure N2-fixation by Phaseolus vulgaris L.: Calibration and sources of error. In: Plant and Soil. Band 150, 1993, S. 223–231
- A. P. Hansen: Symbiotic N2 Fixation of Crop Legumes: Achievements and Perspectives. Hohenheim Tropical Agricultural Series; 2. Verlag Josef Margraf Weikersheim, 1994
- A. Vaishnav; A. P. Hansen, P. K. Agrawal, A. Varma und D. K. Choudhary. Biotechnological Perspectives of Legume-Rhizobium Symbiosis. In: A. P. Hansen, D. K. Choudhary, P. K. Agrawal und A. Varma (Hrsg.): Rhizobium Biology and Biotechnology (= Soil Biology, Band 50). Springer, 2017, S. 247–256
- A. P. Hansen, D. K. Choudhary, P. K. Agrawal und A. Varma (Hrsg.): Rhizobium Biology and Biotechnology (= Soil Biology, Band 50). Springer, 2017
- A. P. Hansen: Legume-Rhizobium Symbioses: Significance for Sustainable Plant Production:  In: A. K. Sharma und A. Varma (Hrsg.): Modern Tools and Techniques to understand Microbes. Springer, 2017, S. 159–182
- A. Doll und A. P. Hansen: Die Managerschmieden – Studieren an privaten Hochschulen macht sich bezahlt. Springer Gabler, 2019
- A. P. Hansen, A. Doll und A. Varma: Management Careers Made in Germany - Studying at Private German Universities Pays Off. Palgrave Macmillan, 2019 (in press)